# Vrpeć
Vrpeć je naseljeno mjesto u općini Bugojno, Federacija Bosne i Hercegovine, BiH.

## Povijest
Selo je stradalo u bošnjačko-hrvatskom sukobu. Tijekom bitke za Bugojno, kuće i gospodarske zgrade Hrvata su spaljene ili minirane. Vrpeć je bila mjestom ratnog zločina. Tri izmasakrirane osobe, nađene su u Čipuljiću gdje su vjerojatno dovezene, a ubijene u selu Vrpeći.

## Stanovništvo

### 1991.
Nacionalni sastav stanovništva 1991. godine, bio je sljedeći:
ukupno: 419
- Muslimani - 240
- Hrvati - 173
- ostali, neopredijeljeni i nepoznato - 6

### 2013.
Nacionalni sastav stanovništva 2013. godine, bio je sljedeći:
ukupno: 298
- Bošnjaci - 269
- Hrvati - 28
- ostali, neopredijeljeni i nepoznato - 1